# 슈미텐토벨 고가교
슈미텐토벨 고가교(독일어: Schmittentobel-Viadukt)는 단일 선로 석회암 철도 고가교이다. 스위스 그라우뷘덴주에 있는 슈미텐 근처에 위치하고 있다.
이 고가교는 1903년에 래티셰 철도에 의해 열렸으며, 현재까지도 이 철도를 소유하고 사용하고 있다.
세계 유산에 등재된 알불라 철도의 중요한 요소인 고가교는 높이가 35m, 길이가 137m이며, 각각 길이가 15m인 7개의 경간이 있다.

## 위치
슈미텐토벨 고가교는 티펜카스텔과 필리주어 사이의 알불라 철도 구간의 일부를 형성한다.
슈미텐토벨 고가교의 시야 내에서 필리주어 방향으로 조금 더 가면 훨씬 더 잘 알려진 란트바서 고가교가 있다. 이 고가교는 알불라 철도와 전체 래티셰 철도의 대표적인 구조물 중 하나이다.

## 기술 자료
슈미텐토벨 고가교는 높이 35m, 길이 137m이며, 주 경간이 없다. 7개의 동일한 경간은 각각 길이가 15m이다.

## 같이 보기
- 빙하특급
- 베르니나 익스프레스
- 필리주어역